# Ntare V Ndizeye
Ntare V, właśc. Charles Ndizeye (ur. 2 grudnia 1947 w Gitedze, zm. 29 kwietnia 1972 tamże) – władca (mwami) Burundi od lipca do listopada 1966. 

## Rządy
Był młodszym synem władcy królestwa Burundi (mwamiego), Mwambutsy IV, oraz jego drugiej żony, królowej Baramparaye . Podobnie jak jego rodzice był członkiem ganwa, oligarchicznej warstwy, która z czasem wykształciła się w osobną grupę etniczną i stała na samym szczycie społecznej hierarchii w Burundi. Wywodził się z klanu Bezi („synowie Mweziego”), którego przedstawiciele zasiadali na tronie królestwa Burundi od lat 50. XIX wieku.
Podczas nieudanej próby zamachu stanu, podjętej 19 października 1965 przez grupę oficerów wywodzących się z grupy etnicznej Hutu, jego ojciec w obawie o swoje życie uciekł na terytorium sąsiedniego Konga, a następnie do Szwajcarii. Po ucieczce Mwambutsy IV zapanowało faktyczne bezkrólewie, a władzę w państwie objął rząd kontrolowany przez armię i zdominowany przez członków mniejszości etnicznej Tutsi.
24 marca 1966 przebywający na emigracji Mwambutsa IV, monarszym dekretem wyznaczył regentem swojego młodszego syna oraz nadał mu specjalne uprawnienia, obejmujące m.in. koordynację i kontrolę prac rządu. 8 lipca 1966 Ndizeye z poparciem armii i biurokracji zdymisjonował premiera Léopolda Bihę, zawiesił obowiązywanie konstytucji, po czym przejął pełnię władzy w państwie, wstępując na tron jako Ntare V. Jego uroczysta koronacja miała miejsce w Muramvya 1 września 1966. Objęcie tronu przez Ntare nie byłoby możliwe bez poparcia szefa sztabu sił zbrojnych, kpt. Michela Micombero. 11 lipca 1966 Ntare powierzył Micombero funkcję premiera (dwa dni później objął on także tekę ministra obrony). To właśnie szef rządu sprawował realną władzę w kraju, podczas gdy mwami pozostawał de facto władcą nominalnym.
Radykałowie Tutsi zaczęli wkrótce optować za obaleniem monarchii i wprowadzeniem systemu republikańskiego. Stosunki między rządem a monarchą stawały się z miesiąca na miesiąc coraz bardziej napięte. Gdy we wrześniu 1966 mwami utworzył trzy nowe sekretariaty stanu (do spraw armii, żandarmerii i sprawiedliwości), zdegradowany minister sprawiedliwości odpowiedział aresztowaniem i uwięzieniem wszystkich trzech nowo mianowanych ministrów. Do decydującej próby sił doszło 7 listopada 1966, gdy mwami korzystając z wyjazdu najważniejszych członków rządu na szczyt OJA w Addis Ababie postanowił zdymisjonować cały gabinet. Gdy jednak udał się wraz ze swym ochroniarzem i belgijskim żandarmem do siedziby radia, aby ogłosić tę decyzję narodowi, straż grożąc bronią nie pozwoliła mu wejść do budynku. Ostateczne rozstrzygniecie nastąpiło 28 listopada 1966, gdy przebywający z oficjalną wizytą w Kongo Ntare został obalony przez wojskowy zamach stanu. Proklamowano wówczas powstanie Pierwszej Republiki, na której czele stanął Michel Micombero.

## Śmierć
Po utracie władzy Ntare wyemigrował do RFN. 30 marca 1972 w tajemniczych okolicznościach powrócił jednak do ojczyzny, po czym natychmiast został osadzony w areszcie domowym w Gitega. Zdaniem René Lemarchanda nie jest wykluczone, iż były monarcha został porwany przez agentów prezydenta Micombero przy współpracy z tajnymi służbami dyktatora Ugandy, Idi Amina. Inne źródła podają natomiast, iż Ntare powrócił do ojczyzny dobrowolnie – po uzyskaniu od Micombero pisemnych gwarancji bezpieczeństwa.
Został zamordowany 29 kwietnia 1972, kilka godzin po wybuchu powstania Hutu w południowych prowincjach kraju. Ponoć zastrzelił go osobiście minister sprawiedliwości i spraw wewnętrznych Burundi, Albert Shibura.